# Damian Grabowski
Damian Grabowski (ur. 12 maja 1980 w Opolu) – polski zawodnik mieszanych sztuk walki (MMA). Jest właścicielem oraz trenerem klubu Lutadores Opole. Były międzynarodowy mistrz M-1 Global w wadze ciężkiej z 2013 roku. Walczył także dla takich organizacji jak: MMA Attack, UFC, FEN oraz KSW.

## Życie prywatne
Absolwent Wydziału Wychowania Fizycznego i Fizjoterapii na Politechnice Opolskiej. W 2010 prowadził studia podyplomowe na Akademii Wychowania Fizycznego w Gdańsku na kierunku: żywienie i dietetyka w sporcie.
Jest wielokrotnym mistrzem Polski, wicemistrz świata i mistrz Europy w brazylijskim jiu-jitsu.

## Kariera MMA

### Wczesna kariera, turniej UCFC
24 czerwca 2007 roku zadebiutował w zawodowym MMA pokonując Pawła Kubiaka.
W 2008 roku wygrał na zawodowej gali MMA na Litwie, pokonując Litwina Deividasa Banaitisowa. W tym samym roku Grabowski zdobył tytuł wicemistrza świata i mistrza Europy w brazylijskim jiu-jitsu.
W kwietniu 2009 roku zwyciężył w turnieju MMA w wadze ciężkiej Ultimate Cage Fighters Championship zorganizowanym w Wiedniu, pokonując w rundzie finałowej Serba Miodraga Petkovicia.

### Turniej Bellator FC
19 sierpnia 2010 roku wystartował w 8-osobowym turnieju wagi ciężkiej amerykańskiej organizacji Bellator Fighting Championships. W ćwierćfinale pokonał przez jednogłośną decyzję Scotta Baretta (30:27, 30:27, 30:27). Odpadł w rozegranym miesiąc później półfinale, gdy przegrał z eks-zapaśnikiem Cole'em Konradem. Amerykanin punktował obaleniami i kontrolował walkę w parterze, wygrywając przez jednogłośną decyzję (30:26, 30:27, 30:27).

### MMA Attack i M-1

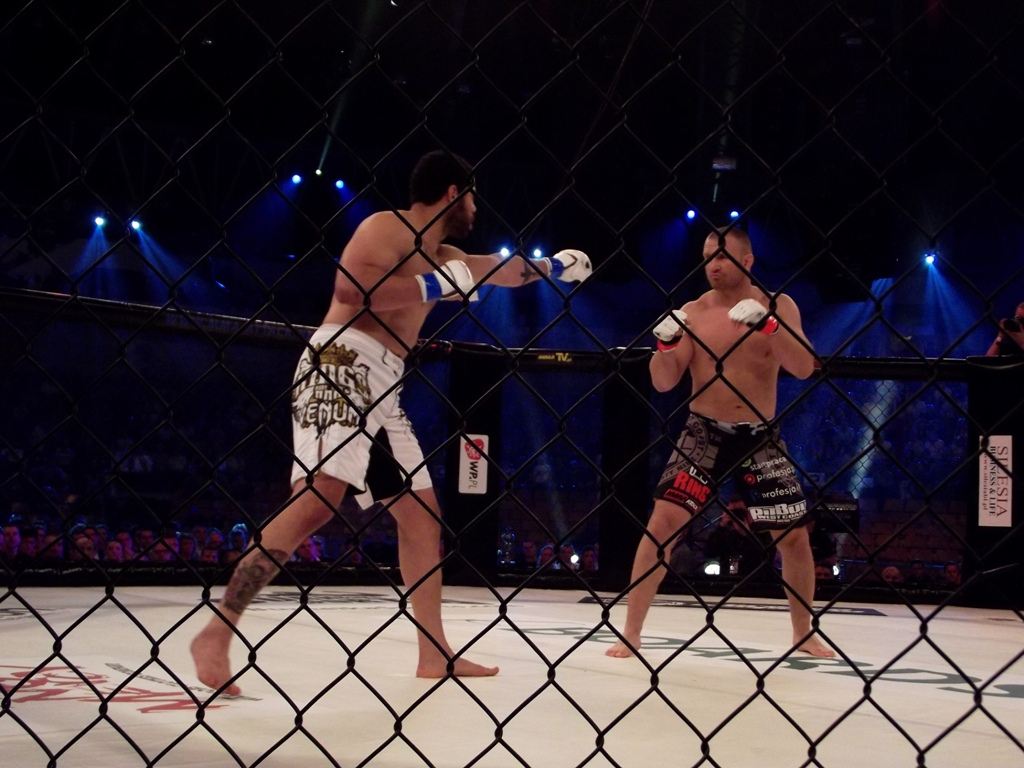
Damian Grabowski podczas walki z Eddiem Sanchezem na gali MMA Attack 2.

5 listopada 2011 na warszawskiej gali MMA Attack 1 pokonał przez poddanie posiadacza czarnego pasa w brazylijskim jiu-jitsu, Joaquima Ferreirę. Kolejną walkę w organizacji MMA Attack stoczył 27 kwietnia 2012 roku na jej drugiej gali, a jego przeciwnikiem był były zawodnik UFC oraz Bellator FC, Eddie Sanchez. Grabowski pokonał go przez poddanie w 2. rundzie. Kolejny pojedynek polski zawodnik stoczył zaledwie tydzień później, gdy w ostatniej walce w swoim kontrakcie z Bellator FC pokonał na punkty Amerykanina Dave'a Huckabę.
16 grudnia 2012 roku miał stoczyć pojedynek na gali MMC Fight Club w Londynie z Anglikiem Oli Thompsonem. Zarówno walka, jak i cała gala zostały ostatecznie odwołane z powodu niekompetencji organizatorów.
27 kwietnia 2013 roku na gali MMA Attack 3 w Katowicach zmierzył się z Cypryjczykiem na stałe mieszkającym w Wielkiej Brytanii, Stavem Economou. Polak wygrał walkę poprzez niejednogłośną decyzję sędziów.
23 maja 2013 roku stoczył na gali M-1 Challenge 39 w Moskwie pojedynek z Litwinem Tadasem Rimkeviciusem, którego pokonał przez poddanie (ciosy pięściami) w 2 rundzie. 30 listopada stoczył walkę o pas mistrzowski M-1 Global z broniącym tytułu Amerykaninem Kennym Garnerem. Grabowski zwyciężył w 3. rundzie przez poddanie rywala duszeniem rękoma i odebrał tytuł Garnerowi. Tytuł stracił w pierwszej obronie pasa 15 sierpnia 2014 na rzecz rodaka Marcina Tybury. 25 listopada 2014 pokonując Konstantīnsa Gluhovsa wypełnił kontrakt z M-1 zostając wolnym agentem.

### UFC
Pod koniec września 2015 podpisał kontrakt z Ultimate Fighting Championship.
W pierwszej walce dla amerykańskiego giganta zmierzył się przeciwko Derrickowi Lewisowi, 6 lutego 2016 roku na UFC Fight Night 82. Przegrał walkę przez TKO w pierwszej rundzie.
30 lipca 2016 na gali UFC 201 stoczył walkę z Anthonym Hamiltonem. W zaledwie 14 sekund od rozpoczęcia pojedynku przegrał przez nokaut w pierwszej rundzie.
Oczekiwano, że 15 stycznia 2017 na UFC Fight Night 103 zmierzy się z Viktorem Peštą, jednak 21 grudnia ogłoszono, że wypadł z walki nieujawnionych powodów i został zastąpiony przez Aleksieja Olejnika.
28 maja 2017 roku na UFC Fight Night 109 miało dojść do walki Grabowskiego z Christianem Colombo. Kilka tygodni przed wydarzeniem Grabowski i jego rywal doznali kontuzji, która uniemożliwiła ich walkę w zaplanowanym terminie. Pojedynek przełożono na 22 lipca 2017 na UFC on Fox 25. Colombo kolejny raz zmuszony był wycofać się z walki przez kontuzję i zastąpił go Chase'a Sherman. Grabowski przegrał walkę jednogłośną decyzją.
14 sierpnia 2018 roku ogłoszono, że został zwolniony z UFC.

### FEN i KSW
14 września 2018 podpisał kontrakt z federacją Fight Exclusive Night. 24 września poznał swojego pierwszego rywala w tej federacji - został nim Brazylijczyk, Jose Rodrigo Guelke. Pojedynek pomiędzy tymi zawodnikami został ogłoszony jako Main Event gali FEN 22 w Poznaniu. Grabowski zwyciężył przez techniczny nokaut w pierwszej rundzie.
23 marca 2019 podczas gali KSW 47 został ogłoszony jego debiut dla KSW, oraz zapowiedziany jego pojedynek z Karolem Bedorfem na galę KSW 49. 18 maja 2019 znokautował Bedorfa w 2 rundzie pojedynku.

## Osiągnięcia

### Mieszane sztuki walki
- 2009: Zwycięzca turnieju UCFC – 20.000 Dollar Tournament

- 2013: Mistrz M-1 Global w wadze ciężkiej

## Lista zawodowych walk w MMA
| Wynik     | Bilans | Przeciwnik (bilans przed walką) | Rozstrzygnięcie                      | Runda | Czas | Rozgrywki                               | Data       | Miejsce      | Uwagi                                                |
| --------- | ------ | ------------------------------- | ------------------------------------ | ----- | ---- | --------------------------------------- | ---------- | ------------ | ---------------------------------------------------- |
| Wygrana   | 22-5   | Karol Bedorf (15-4)             | TKO (ciosy pięściami w parterze)     | 2     | 3:56 | KSW 49: Soldić vs. Kaszubowski          | 18.05.2019 | Gdańsk/Sopot | Debiut w KSW.                                        |
| Wygrana   | 21-5   | Jose Rodrigo Guelke (21-16)     | TKO (ciosy pięściami w parterze)     | 1     | 3:21 | FEN 22: Poznań Fight Night              | 20.10.2018 | Poznań       | Debiut w FEN. Main Event                             |
| Przegrana | 20-5   | Chase Sherman (10-3)            | Decyzja (jednogłośna)                | 3     | 5:00 | UFC on Fox: Weidman vs. Gastelum        | 22.07.2017 | Nowy Jork    |                                                      |
| Przegrana | 20-4   | Anthony Hamilton (14-5)         | TKO (ciosy pięściami)                | 1     | 0:14 | UFC 201                                 | 30.07.2016 | Atlanta      |                                                      |
| Przegrana | 20-3   | Derrick Lewis (13-4)            | TKO (ciosy pięściami)                | 1     | 2:17 | UFC Fight Night: Hendricks vs. Thompson | 06.02.2016 | Las Vegas    |                                                      |
| Wygrana   | 20-2   | Konstantīns Gluhovs (28-14)     | Poddanie (duszenie trójkątne rękoma) | 3     | 1:47 | M-1 Challenge 53                        | 25.11.2014 | Pekin        |                                                      |
| Przegrana | 19-2   | Marcin Tybura (10-0)            | Poddanie (duszenie północ-południe)  | 1     | 1:28 | M-1 Challenge 50                        | 15.08.2014 | Petersburg   | Stracił pas mistrzowski M-1 Global w wadze ciężkiej. |
| Wygrana   | 19-1   | Kenny Garner (12-4)             | Poddanie (duszenie trójkątne rękoma) | 3     | 2:30 | M-1 Challenge 44                        | 30.11.2013 | Tuła         | Zdobył pas mistrzowski M-1 Global w wadze ciężkiej.  |
| Wygrana   | 18-1   | Tadas Rimkevicius (20-9)        | Poddanie (ciosy pięściami)           | 2     | 3:28 | M-1 Challenge 39                        | 23.05.2013 | Moskwa       |                                                      |
| Wygrana   | 17-1   | Stav Economou (14-2-1)          | Decyzja (niejednogłośna)             | 3     | 5:00 | MMA Attack 3                            | 27.04.2013 | Katowice     | Co-Main Event                                        |
| Wygrana   | 16-1   | Dave Huckaba (17-4)             | Decyzja (jednogłośna)                | 3     | 5:00 | Bellator FC 67                          | 04.05.2012 | Rama         |                                                      |
| Wygrana   | 15-1   | Eddie Sanchez (15-5)            | Poddanie (kimura)                    | 2     | 2:07 | MMA Attack 2                            | 27.04.2012 | Katowice     | Main Event                                           |
| Wygrana   | 14-1   | Joaquim Ferreira (11-6)         | Poddanie (duszenie gilotynowe)       | 1     | 2:57 | MMA Attack 1                            | 05.11.2011 | Warszawa     |                                                      |
| Przegrana | 13-1   | Cole Konrad (5-0)               | Decyzja (jednogłośna)                | 3     | 5:00 | Bellator FC 29                          | 16.09.2010 | Milwaukee    | Półfinał turnieju.                                   |
| Wygrana   | 13-0   | Scott Barrett (9-1)             | Decyzja (jednogłośna)                | 3     | 5:00 | Bellator FC 25                          | 19.08.2010 | Chicago      | Ćwierćfinał turnieju.                                |
| Wygrana   | 12-0   | Michał Kita (10-3)              | TKO (rozcięcie)                      | 1     | 3:25 | BOTE Gdynia 2                           | 12.06.2010 | Gdynia       |                                                      |
| Wygrana   | 11-0   | Dion Staring (22-7)             | Poddanie (dźwignia na staw łokciowy) | 1     | 2:44 | BOTE – Souwer vs. Chahbari              | 30.01.2010 | Zutphen      |                                                      |
| Wygrana   | 10-0   | Kirił Handzijski (1-0)          | Poddanie (duszenie zza pleców)       | 1     | 1:27 | FX3 Xtreme Combat 10                    | 13.06.2009 | Londyn       |                                                      |
| Wygrana   | 9-0    | Miodrag Petković (24-8-1)       | Poddanie (duszenie zza pleców)       | 2     | 3:48 | UCFC – 20.000 Dollar Tournament         | 04.04.2009 | Wiedeń       | Finał turnieju.                                      |
| Wygrana   | 8-0    | Lincon Rodriguez (3-1)          | Poddanie (kimura)                    | 1     | 2:24 | UCFC – 20.000 Dollar Tournament         | 04.04.2009 | Wiedeń       | Półfinał turnieju.                                   |
| Wygrana   | 7-0    | Martinsh Egle (3-6)             | TKO (ciosy pięściami)                | 1     | 0:29 | UCFC – 20.000 Dollar Tournament         | 04.04.2009 | Wiedeń       | Ćwierćfinał turnieju.                                |
| Wygrana   | 6-0    | Elvedin Tukić (0-2)             | TKO (ciosy pięściami)                | 1     | 1:24 | UCFC – 20.000 Dollar Tournament         | 04.04.2009 | Wiedeń       | 1/8 finału turnieju.                                 |
| Wygrana   | 5-0    | Martin Čermák (3-3)             | Poddanie (ciosy pięściami)           | 1     | 1:02 | Pro Fight 3                             | 22.02.2009 | Olsztyn      |                                                      |
| Wygrana   | 4-0    | Deividas Banaitis (7-4)         | Poddanie (duszenie gilotynowe)       | 2     | 1:52 | Bushido Lithuania – Hero's 2008         | 08.11.2008 | Wilno        |                                                      |
| Wygrana   | 3-0    | Dion Staring (17-3)             | Poddanie (dźwignia na staw łokciowy) | 1     | 3:05 | Fight Sensation 3                       | 24.05.2008 | Doetinchem   |                                                      |
| Wygrana   | 2-0    | Ireneusz Cholewa (0-0)          | TKO (ciosy pięściami)                | 1     | ?    | Gala Sportów Walki                      | 18.07.2007 | Mielno       |                                                      |
| Wygrana   | 1-0    | Paweł Kubiak (0-0)              | TKO (rozcięcie)                      | 1     | 1:33 | Gladiator's Series                      | 24.06.2007 | Tychy        |                                                      |